# Ascorhynchus losinalosinskii
Ascorhynchus losinalosinskii är en havsspindelart som beskrevs av Turpaeva, E.P. 1971. Ascorhynchus losinalosinskii ingår i släktet Ascorhynchus och familjen Ammotheidae. Inga underarter finns listade i Catalogue of Life.